# ウーゴ・アルメイダ
ウーゴ・アルメイダ（Hugo Almeida）ことウーゴ・ミゲル・ペレイラ・デ・アルメイダ（Hugo Miguel Pereira de Almeida, 1984年5月23日 - ）は、ポルトガル・コインブラ県フィゲイラ・ダ・フォス出身の元サッカー選手。元ポルトガル代表。現役時代のポジションはフォワード。

## 経歴

### ポルトガル
フィゲイラ・ダ・フォスに生まれると、地元のアソシアサン・ナヴァル・プリメイロ・デ・マイオでサッカーを始め、FCポルトの下部組織へ入団した。2003年9月21日、SLベンフィカをホームに迎え2-0で勝利した試合で残り時間3分で出場し、リーグ戦デビューをした。しかしなかなかトップチームに定着出来ず、前のシーズンもローンで在籍したUDレイリアとボアヴィスタFCへ貸し出された。
2005-06シーズンにポルトへ復帰するとリーグ優勝を果たす中で比較的重要な役割を果たした。サンシーロで行われたUEFAチャンピオンズリーグ 2005-06のFCインテルナツィオナーレ・ミラノに対し1-2で敗戦したものの、その中でアルメイダは30メートルの距離から素晴らしいフリーキックを決めた。

### ブレーメン

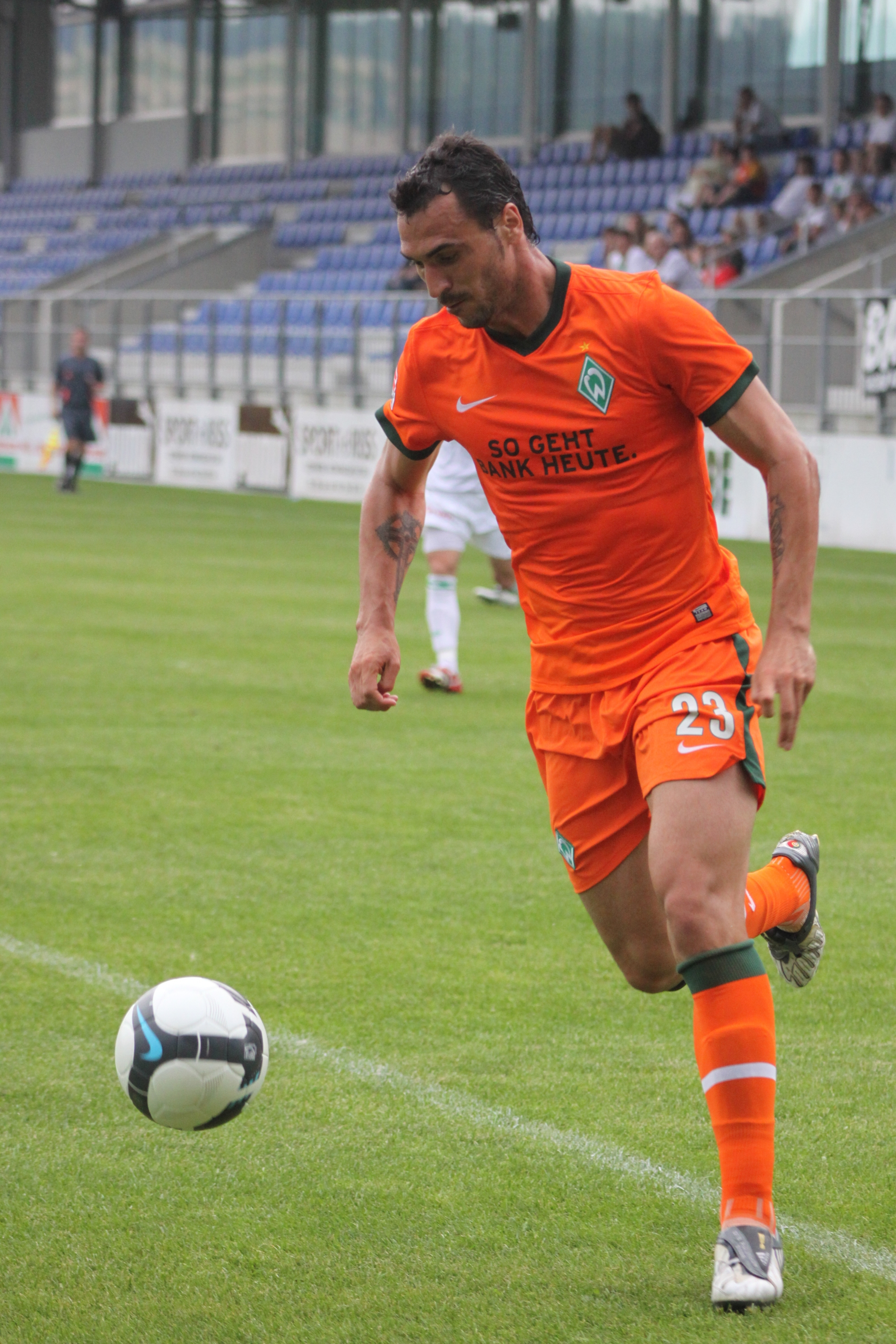
ブレーメンでプレーするアルメイダ

2006-07シーズンにローンでヴェルダー・ブレーメンへ移籍すると、同じくポルトから加入したジエゴと共に安定したデビューシーズンを送ることになった。UEFAカップ準決勝でRCDエスパニョールをホームに迎えた試合でボールをGKの上へ浮かすゴールを決めるも1-2で敗戦し、2戦合計で2-4で敗退した試合を含め全公式戦で41試合10ゴールを記録した。ブレーメンで活躍を見せるも、ポルトは2007年8月にエルネスト・ファリアス、エジガル・ブルーノ・ダ・シウヴァを獲得したこともあり、ブレーメンからの完全移籍で契約期間4年の移籍金400万ユーロのオファーを受け入れた。
2007-08シーズンにミロスラフ・クローゼがバイエルン・ミュンヘンと契約したことにより出番のチャンスと得点が劇的に増えたアルメイダは、前年王者のVfBシュトゥットガルト相手に2ゴールを決め4-1で勝利した試合を含め、最初のリーグ戦12試合で7ゴールを記録した。最終的にジエゴの17ゴールに次ぐ16ゴールを全公式戦で決め（リーグ戦では11ゴール）、チームはバイエルンに次ぐ2位で終わった。
2008-09は、リーグ戦で9ゴールと再び安定したシーズンとなった。DFBポカールでは、アマチュアのアイントラハト・ノルトホルン相手にブレーメン移籍後初となるハットトリックを決め9-3で勝利した試合を含め、5試合で4ゴールを記録し優勝した。さらに、UEFAチャンピオンズリーグでは、アウェーのアノルトシス・ファマグスタ戦で2-1で1点のビハインドを追いかける中で、2点目を決め引き分けに持ち込んだことからファンが選ぶマン・オブ・ザ・マッチに選ばれた。最終的にブレーメンはCLのグループリーグを3位で終えたためUEFAカップへまわることになった。UEFAカップでは8試合1ゴールを決め、準決勝第2戦のハンブルガーSV戦では3-2と勝利し、2試合合計3-3のアウェーゴールルールで決勝へ進出するも、この試合でイエローカードを提示されたことからサスペンションにより、決勝戦のFCシャフタール・ドネツク戦は出られず、チームも準優勝に終わった。
2009-10のアルメイダは、先発とベンチを交互に繰り返しながらもリーグ戦では7ゴールを決め、全公式戦合わせ11ゴールと再び二桁得点を記録し、チームはリーグ3位に終わった。翌年のUEFAチャンピオンズリーグプレーオフ・ラウンドサンプドリアとの第1戦では、チーム3点目となるペルー代表のクラウディオ・ピサーロのゴールをアシストし、ホームを3-1で勝利した。2戦目も3-2で勝利したことにより本戦への出場が決定した。
2010-11になると、最初のリーグ戦10試合で6ゴールを記録した。さらに、2010年11月28日のFCザンクトパウリをホームに迎えた試合ではハットトリックを決め記録を9ゴールと増やしチームは3-0で勝利するも、終盤に相手へ肘打ちをしたことにより退場した。これがブレーメンでのリーグ戦最後の試合になった。

### ベシクタシュ
ブレーメンで公式戦21試合11ゴールを記録したアルメイダは、シーズン中の2010年クリスマスイブにシモン・サブローザ、リカルド・クアレスマ、マヌエル・フェルナンデスと多くの同胞が在籍するトルコ1部リーグのベシクタシュと移籍金200万ユーロ・3年半の契約を結んだ。2011年5月11日、イスタンブールBBとのカップ決勝戦では、延長戦になっても2-2と決着がつかなかったためPK戦に突入、最初のキッカーを務めるとゴールを決め、4-3で優勝した。

### チェゼーナ
2014年10月6日、ACチェゼーナに加入したが、ゴールを挙げることができず、2015年1月19日に契約解除した。

### クバン・クラスノダール
2015年1月29日、クバン・クラスノダールに加入した。

### アンジ・マハチカラ
2015年、アンジ・マハチカラへ完全移籍した。

### ハノーファー
2016年、アンジ・マハチカラとの契約を解消してフリー状態となっていたが、ドイツのハノーファーへ完全移籍した。

### AEKアテネ
2015-16シーズンを終え2.ブンデスリーガへの降格が決定したハノーファーを退団し、2016年7月18日にギリシャ・スーパーリーグのAEKアテネFCと2年契約を交わした。

### ハイドゥク・スプリト
2017年、ハイドゥク・スプリトに1年契約で移籍した。

### アカデミカ・コインブラ
2018年7月、アカデミカ・コインブラに移籍。12年ぶりの母国復帰となった。
2020年2月6日、現役引退を発表した。

## 代表
U-15代表から各年代の代表として様々な国際大会に出場してきた。2003年にはトゥーロン国際大会優勝し、UEFA U-21欧州選手権には2004・2006・2007と3大会に出場。アテネオリンピックにも出場した。
2004年2月18日に1-1と引き分けたイングランドとの親善試合でポルトガル代表デビューをした。EURO2008予選の最後の3試合に招集されると、アゼルバイジャン戦で初ゴールを決めた。アルメニア戦でチーム唯一となるゴールを決めると1-0で勝利に導いた。これらのゴールはポルトガルの本大会進出に大きく役立った。
監督がカルロス・ケイロスに交代してからも招集され、2008年9月6日の2010 FIFAワールドカップ・ヨーロッパ予選マルタ戦でゴールを決め、4-0で勝利した。しかし、2009年後期にスポルティングCPのリエジソンが帰化すると、徐々にアルメイダの重要性が減少していった。それでも2010 FIFAワールドカップのメンバーに選ばれ、0-0で引き分けた初戦のコートジボワール戦では先発の座をリエジソンに譲ることになったが、2010年6月21日にケープタウンで行われた2試合目の北朝鮮では先発出場しゴールを決めた。一方のリエジソンもアルメイダに代わり途中出場するとゴールを決め、最終的に7-0と大勝した。
パウロ・ベント監督の下でEURO2012のメンバーに選ばれるも当初は、エルデル・ポスティガ、ネルソン・オリヴェイラに次ぐ3番手だった。準々決勝のチェコ戦でポスティガが負傷したことで前半に彼に代わりピッチに投入された。そのため、次のスペイン戦ではスタメン出場するもゴールを決められず、チームは延長戦を含めた120分を0-0と得点なく引き分けた後、PK戦を2-4とし敗退した。

## プレースタイル
往年の典型的な英国人ストライカーのように長身と体格の良さから空中戦に強く、また、左足から強力なシュートを放つ。

## 代表歴

### 出場大会
- ポルトガル代表
  - 2010 FIFAワールドカップ
  - 2014 FIFAワールドカップ

### 試合数
- 国際Aマッチ 57試合 19得点（2004年-2015年）[28]

| ポルトガル代表 | 国際Aマッチ | 国際Aマッチ |
| 年             | 出場        | 得点        |
| -------------- | ----------- | ----------- |
| 2004           | 1           | 0           |
| 2005           | 0           | 0           |
| 2006           | 1           | 0           |
| 2007           | 4           | 2           |
| 2008           | 11          | 1           |
| 2009           | 6           | 3           |
| 2010           | 10          | 6           |
| 2011           | 6           | 3           |
| 2012           | 7           | 1           |
| 2013           | 7           | 1           |
| 2014           | 3           | 2           |
| 2015           | 1           | 0           |
| 通算           | 57          | 19          |